# Sender Liesing
Der Sender Liesing ist ein Sendeturm im Wiener Gemeindebezirk Liesing, der 2012 errichtet wurde und am 19. November 2012 in Betrieb genommen wurde. Betrieben wird die Sendeanlage durch die Österreichische Rundfunksender GmbH. Sie dient als Sendemast für die Verbreitung von digitalen terrestrischen Fernsehsignalen (DVB-T2) im Süden Wiens.
Ausgeführt ist der Mast als Stahlfachwerkturm mit einer Grundfläche von 156 m² und einem Gesamtgewicht von 54 Tonnen. Als Fundament dienen vier an den Eckstielen liegende und miteinander verbundene Betonfundamente, welche auf je zwei 15 m in die Tiefe ragende Betonpfeiler  gelagert sind. Das Gesamtgewicht des Fundamentes beträgt ca. 280 Tonnen.
Auf einer Höhe von 75 m ü. G. befindet sich, aufbauend auf dem Fachwerkturm, ein 5 m hoher Antennenkasten, an welchem die DVBT-Antennen befestigt sind.
Besonders auffällig ist neben der Arbeitsplattform auf einer Höhe von 40 m ü. G., welche komplett mit einem auskragenden Dach überdeckt ist, die besonders filigrane Ausführung der Fachwerkstäbe im Verhältnis zur Höhe des Mastes.
Die Anlage befindet sich im östlichen Teil des Werksgeländes des ehemaligen chemischen Unternehmens Wagenmann, Seybel & Co.

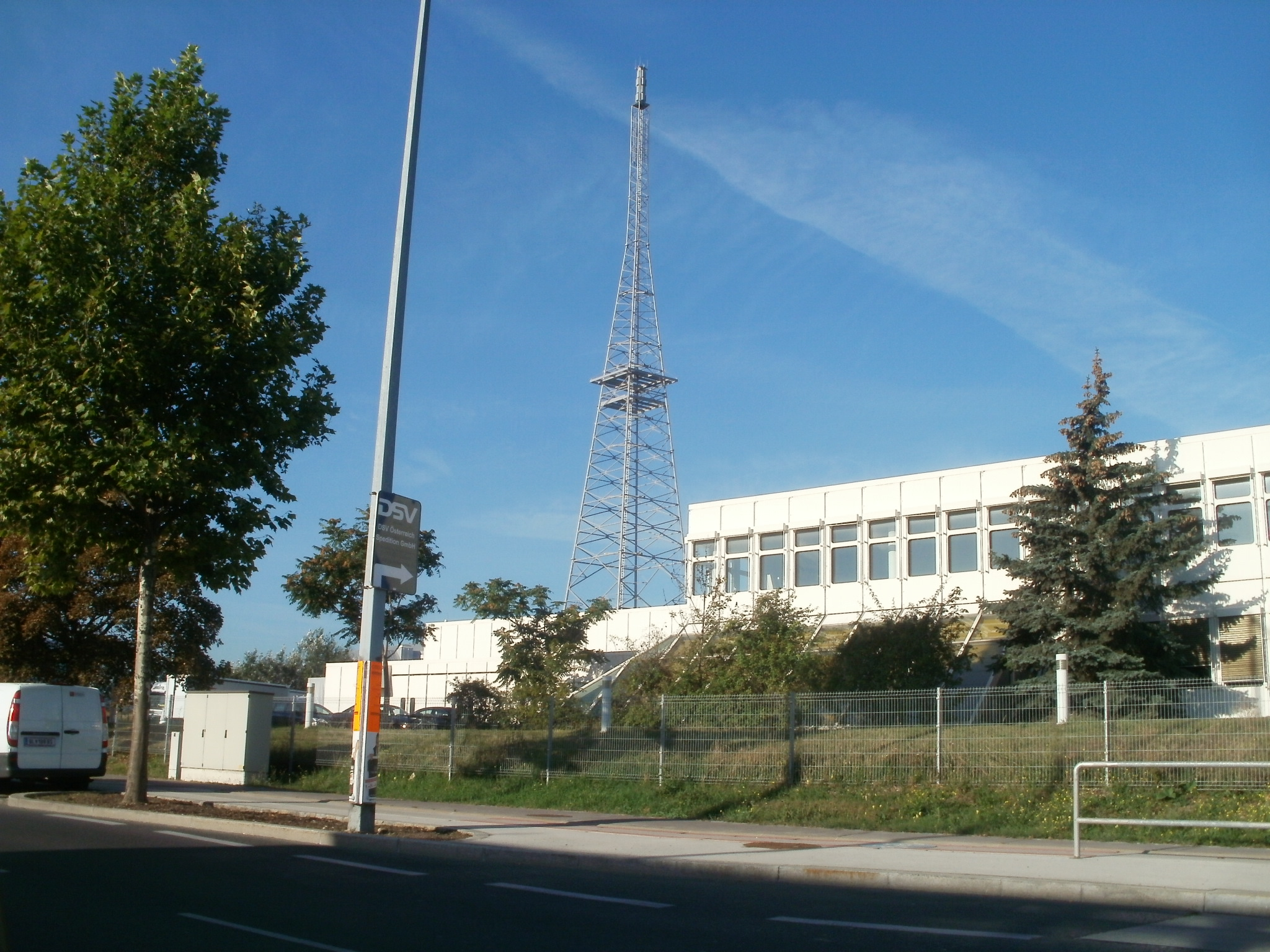
Sendemast Liesing von der Brunner Straße aus betrachtet
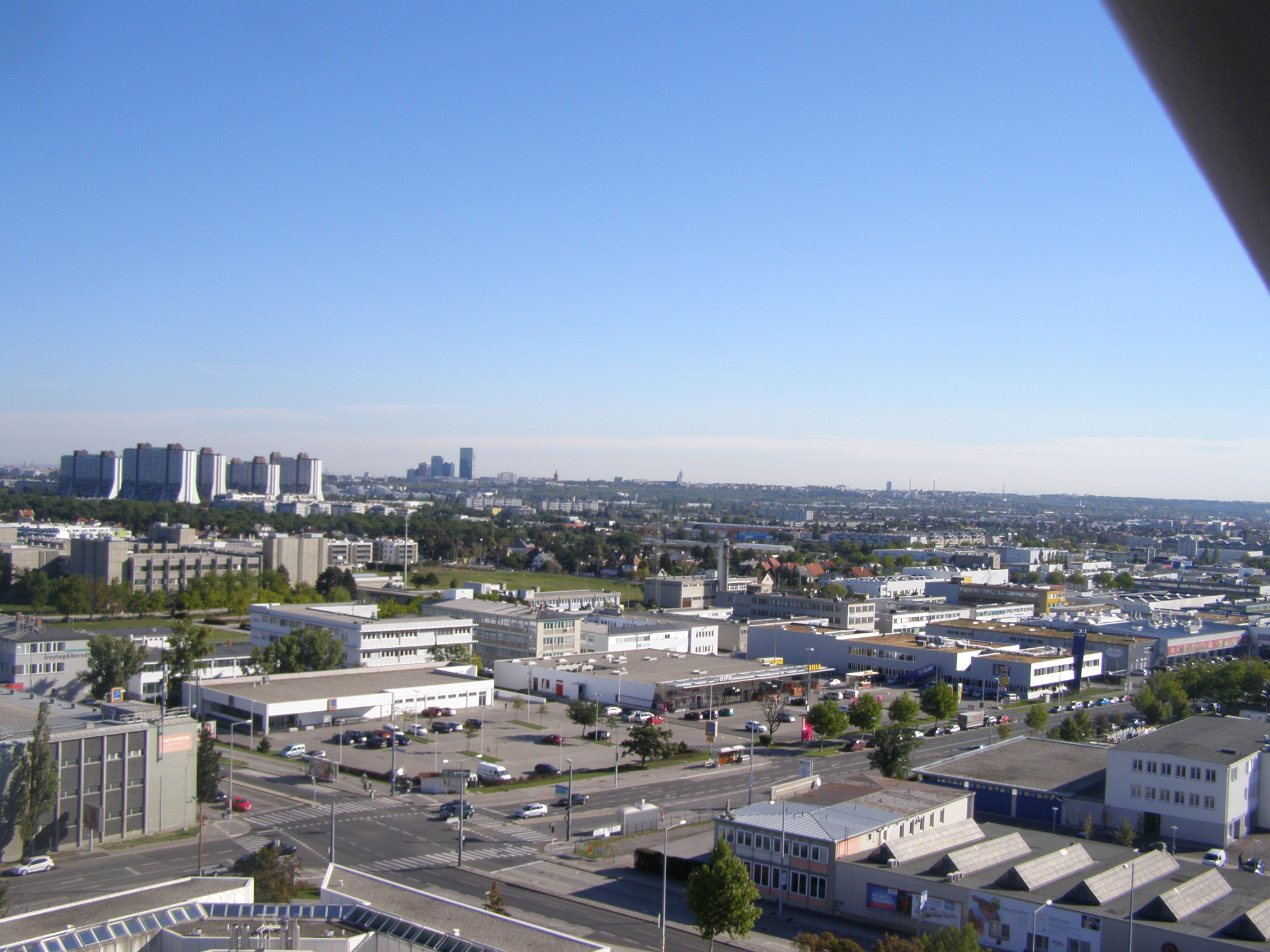
Blick von der Arbeitsplattform in Richtung Nord-Ost

## Digitalradio DAB+
Der Sender Liesing wird genauso wie der Sender DC-Tower zur Verbreitung des DAB+ im Großraum Wien genutzt. Der DAB+ Testbetrieb war bis 1. April 2016 befristet. Seit 2. April 2016 wird ein lokaler MUX auf 11C vom DC-Tower gesendet und mit offiziellem Start am 28. Mai 2019 wird vom Sender Liesing im Gleichwellennetz mit dem Kahlenberg, DC-Tower und dem Sonnwendstein auf Kanal 5D der erste österreichweite MUX im Standard DAB+ mit 10 kW gesendet.
DAB wird in vertikaler Polarisation und im Gleichwellenbetrieb mit anderen Sendern ausgestrahlt.
| Block                | Programme | ERP (in kW) | Antennen- diagramm rund (ND), gerichtet (D) | Gleichwellennetz (SFN) |
| -------------------- | --- | ----------- | ------------------------------------------- | --- |
| 5C MUX III           | - #Radio Rot Weiss Rot (112 kbp/s) - #Super 80s (112 kbp/s) - *SOL* (56 kbp/s) - ARABELLA (72 kbp/s) - Antenne Hit (72 kbp/s) - Flash 90s (72 kbp/s) - Beats Radio (72 kbp/s) - LoungeFM (40 kbp/s) - Inforadio (40 kbp/s) - Musiksender GÖD (72 kbp/s) - Nostalgie (96 kbp/s) - Superfly (72 kbp/s) - Radio VM1 (72 kbp/s) - Radio Bollerwagen (72 kbp/s) - XXXL RADIO (72 kbp/s) - SPI (16 kbp/s Daten) | 10          | N                                           | - Niederösterreich: Semmering (Sonnwendstein), St. Pölten (Jauerling) - Wien: Wien (Kahlenberg), Wien (DC Tower 1), Wien (Liesing)                                                                      |
| 5D DAB+ Austria      | DAB-Block des österreichischen Bundesmux: - #Radio ONE (80 kbit/s) - * 88,6 * (72 kbit/s) - Antenne Österreich (72 kbit/s) - arabella HOT (72 kbit/s) - arabella MAGIC (72 kbit/s) - Energy (96 kbit/s) - ERF Süd (40 kbit/s) - jö.live (72 kbit/s) - KLASSIK RADIO (72 kbit/s) - Mein Kinderradio (40 kbit/s) - oe24 Radio (72 kbit/s) - Radio Maria Österreich (72 kbit/s) - Radio Stephansdom Klassik (72 kbit/s) - Rock Antenne (72 kbit/s) - Schlagerradio Flamingo (72 kbit/s) - WELLE 1 (72 kbit/s) - ORS EPG (16 kbit/s Daten) - ORS TPEG (8 kbit/s Daten, geplant) | 10          | N                                           | - Niederösterreich: Semmering (Sonnwendstein), St. Pölten (Jauerling) - Steiermark: Bruck an der Mur (Mugel), Schladming (Hauser Kaibling) - Wien: Wien (Kahlenberg), Wien (DC Tower 1), Wien (Liesing) |
| 10B MUX II NÖ/Bgld-N | - EuroDance X-Press (112 kbp/s) - Pirate Radio (112 kbp/s) - OÖNow (72 kbp/s) - SPI NOE (16 kbp/s Daten) | 10          | N                                           | - Niederösterreich: Semmering (Sonnwendstein), St. Pölten (Jauerling) - Wien: Wien (Kahlenberg), Wien (DC Tower 1), Wien (Liesing)                                                                      |

## Digitales Fernsehen (DVB-T2)
Vom Sender Liesing wurden bis zur Umstellung auf DVB-T2 folgende Programme per DVB-T verbreitet:
| Multiplex | Kanal         | Programme im Bouquet                                    | ERP     | Polarisation |
| --------- | ------------- | ------------------------------------------------------- | ------- | ------------ |
| MUX A     | K24 (498 MHz) | ORF eins, ORF 2 Wien, ORF 2 Niederösterreich, ATV       | 7,94 kW | horizontal   |
| MUX B     | K34 (546 MHz) | ORF III, PULS 4, ORF SPORT +, ServusTV Österreich, 3sat | 7,94 kW | horizontal   |

MUX A wird in Gleichwellenbetrieb mit den Sendern Sender Kahlenberg, Himmelhof (Wien 2), Sender Neuwaldegg (Wien 3), Funkturm Wien-Arsenal (Wien 5), Sender Kaiserstein (Breitenfurt), Sender Galgenberg (Poysdorf), Sender Griesfeld (Berndorf), Sender Hartberg (Baden), Sender Hinterbrühl, Sender Jochgrabenberg, Sender Klausen-Leopoldsdorf, Sender Lindkogel, Sender Reisberg (Altenmarkt), Sender Rohr im Gebirge, Sender Steinkamperl (Hirtenberg) und Sender Weissenbach betrieben.
MUX B wird in Gleichwellenbetrieb mit den Sendern Sender Kahlenberg, Himmelhof (Wien 2), Sender Neuwaldegg (Wien 3), Funkturm Wien-Arsenal (Wien 5) betrieben.
Seit Oktober 2016 wird nur noch via DVB-T2 ausgesendet.